# Terceiro Voo Experimental da SpaceX Starship
O Terceiro Voo Experimental da SpaceX Starship (Integrated Flight Test 3, ou IFT-3) aconteceu em 14 de março de 2024.

## Mudanças desde o voo anterior
Em novembro de 2023, após o segundo voo de testes ter terminado com a destruição de ambos o Super Heavy Booster e a espaçonave Starship, 17 mudanças significativas foram feitas nos veículos, incluindo a migração para um sistema de controle de empuxo vetorial elétrico na espaçonave (o booster já havia sido migrado na IFT-2) e o atraso da ventilação de oxigênio líquido para depois do desligamento dos motores da Starship (SECO). A SpaceX também substituiu a barreira hesco que protegia os tanques de propelentes com uma parede de concreto.

## Plano de voo original
IFT-3 foi lançado da Starbase, na costa sul do Texas. Após a separação de estágios bem sucedida, o Super Heavy Booster realizou uma queima de retorno e deveria realizar uma aterrisagem na água no Golfo do México. Entretanto, o booster falhou em reacender múltiplos motores e foi destruído pouco antes de tentar pousar. Enquanto isso, a Starship - após alcançar o espaço, atingir velocidade orbital, e desligar seus motores - realizou vários testes, incluindo uma demonstração de transferência de propelente, e um teste da porta de da área de carga. A Starship deveria realizar uma reentrada atmosférica e "pouso" no Oceano Índico, sem realizar uma queima de aterrisagem. Porém, aos 65 km de altitude, toda a telemetria foi perdida durante a tentativa, indicando a destruíção do veículo.
| Tempo     | Evento | 14 de março                                                                                                 |
| --------- | --- | --- |
| −01:15:00 | Diretor de Voos da SpaceX realiza votação e verifica que estão todos de acordo para carregamento de propelentes | Sucesso |
| −00:53:00 | Carregamento de oxigênio líquido em andamento para a Starship                                                   | Sucesso |
| −00:51:00 | Carregamento de metano líquido em andamento para a Starship                                                     | Sucesso |
| −00:42:00 | Carregamento de oxigênio líquido em andamento para o Super Heavy Booster                                        | Sucesso |
| −00:41:00 | Carregamento de metano líquido em andamento para o Super Heavy Booster                                          | Sucesso |
| −00:19:40 | Resfriamento de motores do Booster                                                                              | Sucesso |
| −00:03:30 | Carregamento de propelentes do Booster finalizado                                                               | Sucesso |
| −00:02:50 | Carregamento de propelentes da Starship finalizado                                                              | Sucesso |
| −00:00:30 | Diretor de Voos da SpaceX realiza votação e verifica se voo está liberado (GO for launch)                       | Sucesso |
| −00:00:10 | Ativação do sistema de dilúvio e defletor de chamas                                                             | Sucesso |
| −00:00:03 | Ignição dos motores do Booster                                                                                  | Sucesso |
| 00:00:02  | Lançamento | Sucesso |
| 00:00:52  | Max q (momento de estresse máximo sobre o foguete)                                                              | Sucesso |
| 00:02:42  | MECO (Desligamento dos motores principais do Booster)                                                           | Sucesso |
| 00:02:44  | Ignição dos motores da Starship e separação de estágios (hot-staging)                                           | Sucesso |
| 00:02:55  | Início da queima para retorno do Booster                                                                        | Sucesso |
| 00:03:50  | Fim da queima para retorno do Booster                                                                           | Sucesso |
| 00:06:36  | Booster atinge velocidade trânsonica                                                                            | Sucesso |
| 00:06:46  | Início da queima para aterrisagem do Booster                                                                    | 3 de 13 motores reacendidos                                                                                 |
| 00:07:04  | Fim da queima para aterrisagem do Booster                                                                       | Múltiplos motores falharam em reacender, e o booster foi destruído em uma altitude aproximada de 462 metros |
| 00:08:35  | SECO (Desligamento dos motores da Starship)                                                                     | Sucesso |
| 00:11:56  | Abertura da porta da área de carga                                                                              | Sucesso |
| 00:24:31  | Demonstração de transferência de propelentes                                                                    | Sucesso |
| 00:28:21  | Fechamento da porta da área de carga                                                                            | Sucesso |
| 00:40:46  | Demonstração da reignição de motores Raptor no espaço                                                           | Não houve tentativa devido à alta rotação do veículo                                                        |
| 00:49:05  | Entrada atmosférica da Starship                                                                                 | Telemetria foi perdida pouco após o início da entrada. O veículo foi destruído.                             |
| 01:02:16  | Starship atinge velocidade trânsonica                                                                           | — |
| 01:03:04  | Starship atinge velocidade subsônica                                                                            | — |
| 01:04:39  | Aterrisagem da Starship                                                                                         | — |